# Кесира (дочь Мегакла)
Кесира (VI век до н. э.) — древнегреческая аристократка из рода Алкмеонидов, жена тирана Афин Писистрата. Развод с ней спровоцировал второе свержение Писистрата.

## Биография
Кесира была дочерью Мегакла — афинского аристократа из рода Алкмеонидов. В 558/557 году до н. э. Мегакл заключил союз с бывшим тираном Афин Писистратом: он пообещал ему помощь в восстановлении тирании при условии, что тот станет его зятем. Писистрат женился на Кесире и благодаря поддержке Алкмеонидов снова захватил власть. Однако позже выяснилось, что он общался с женой только «неестественным способом» и с точки зрения афинян так и не вступил с ней в законную связь. По-видимому, тиран не хотел ущемить интересы подраставших сыновей от других женщин и планировал разорвать союз с Мегаклом. Кесира долго скрывала происходящее, но в конце концов всё рассказала матери, а та — своему мужу. Когда всё открылось, Писистрат заявил, что не хочет иметь детей от женщины, над семьёй которой тяготеет проклятие. Он имел в виду «Килонову скверну», святотатство, совершённое ещё одним Мегаклом при разгроме мятежа Килона приблизительно в 630 году до н. э.
В результате этих событий брак Кесиры и Писистрата был расторгнут. Оскорблённый Мегакл заключил союз с врагами Писистрата и сверг его во второй раз. О дальнейшей судьбе Кесиры ничего не известно.